# Pinus culminicola
Pinus culminicola är en tallväxtart som beskrevs av Andresen och John Homer Beaman. Pinus culminicola ingår i släktet tallar, och familjen tallväxter. IUCN kategoriserar arten globalt som starkt hotad. Inga underarter finns listade i Catalogue of Life.

## Bildgalleri

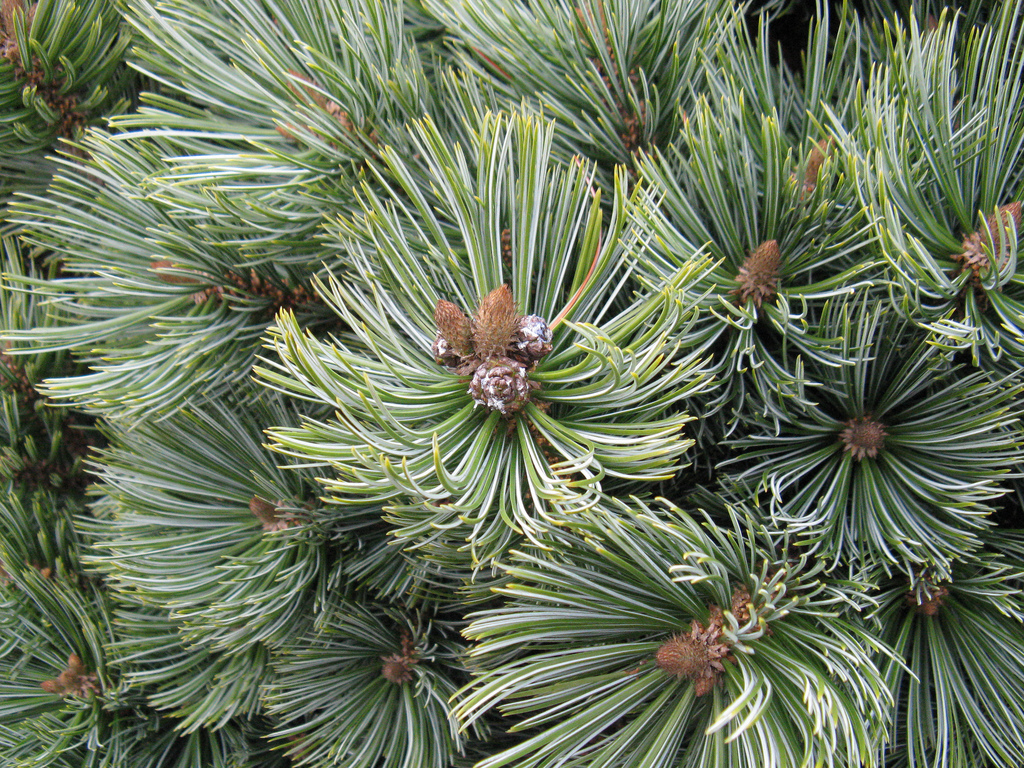
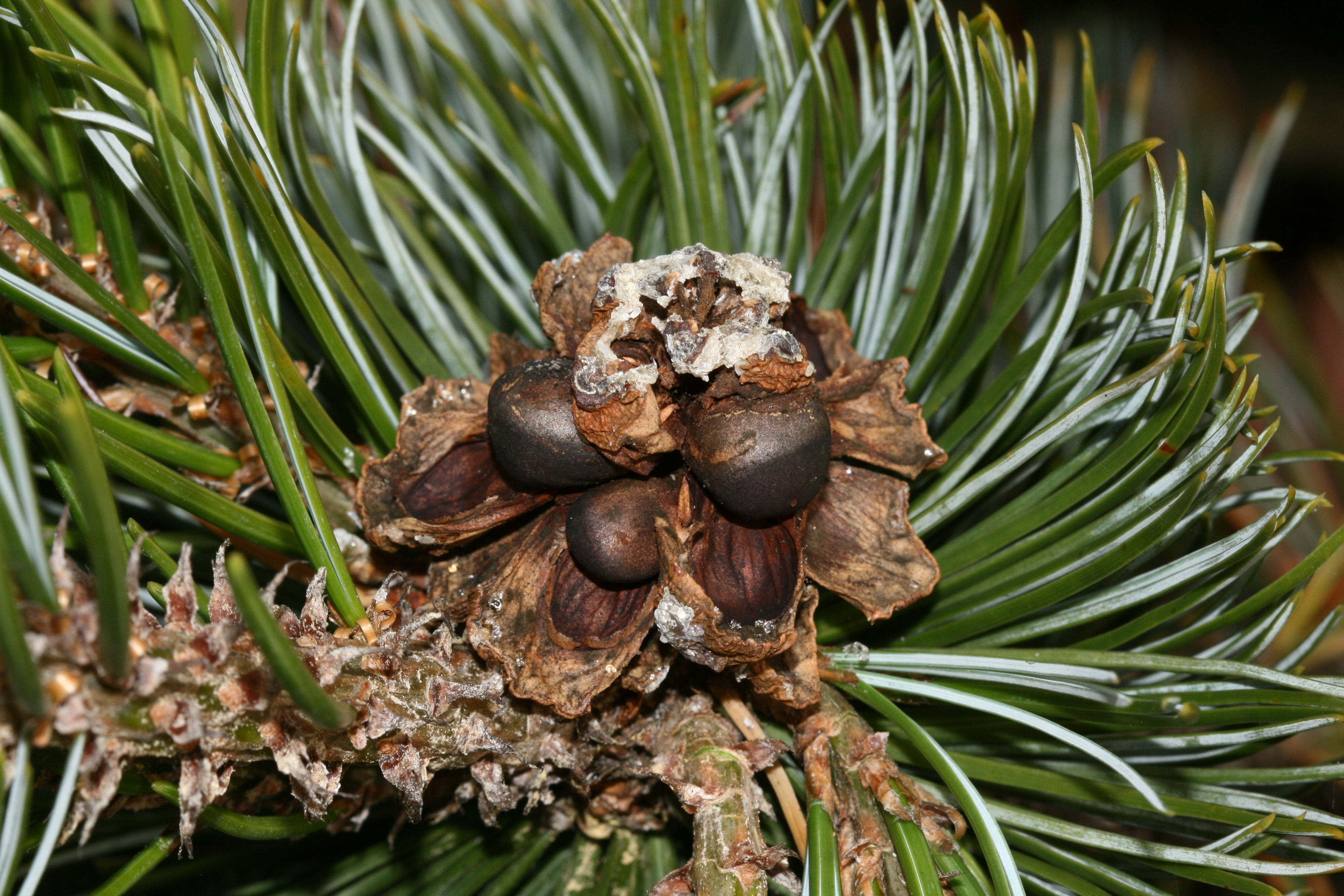